# Columba de Córdova
Santa Columba de Córdova, Columba de Córdova ou Comba de Córdova (Córdova, séc. VIII – Córdova, 17 de Setembro de 853) foi uma religiosa, santa e mártir da Igreja Católica durante a ocupação muçulmana da Península Ibérica. É uma dos Mártires de Córdoba, sendo a sua festa religiosa celebrada a 17 de Setembro. Espectula-se que o seu culto deriva de "uma combinação dos cultos das duas virgens mártires", a galega Comba de Sens e Comba de Córdova.

## Hagiografia
Segundo o hagiógrafo Alban Butler, a biografia da santa foi registada pelo santo e também mártir Eulógio de Córdova, na obra Memorial dos Santos, no qual relatava a perseguição dos cristãos a partir do ano de 850. 
Consta que Columba era natural de Córdova e que enveredou pela vida religiosa quando a sua família fundou os mosteiros de Tábanos, na zona montanhosa, indo contra a vontade de sua mãe que a desejava casar. Foi acompanhada na sua escolha pelo seu irmão Martim. Anos mais tarde, durante o emirado de Córdova, foi ordenado que todos os mosteiros fossem fechados e extintos, sendo as religiosas forçadas a partir e procurar asilo. Columba foi recebida numa casa perto da igreja de São Cipriano, em Córdova, juntamente com outras freiras, sendo-lhe ordenado que não saísse ou incitace os mouros em busca do martírio. Contra a vontade dos seus anfitriões e inspirada pelos discursos de Eulógio, que incitava atos de provocação contra as autoridades muçulmanas, Columba saiu à rua e denunciou abertamente Maomé, sendo capturada e sentenciada à morte por decapitação. Foi a sexta mártir a ser executada durante o reinado de Maomé I.  
Postumamente, a sua cabeça e o seu corpo foram lançados ao rio Guadalquivir, sendo encontrados unificados por seguidores cristãos nas Marismas do Guadalquivir.
Era cunhada do mártir Jeremias, que foi chicoteado até à morte durante o mandato de Abderramão II. 

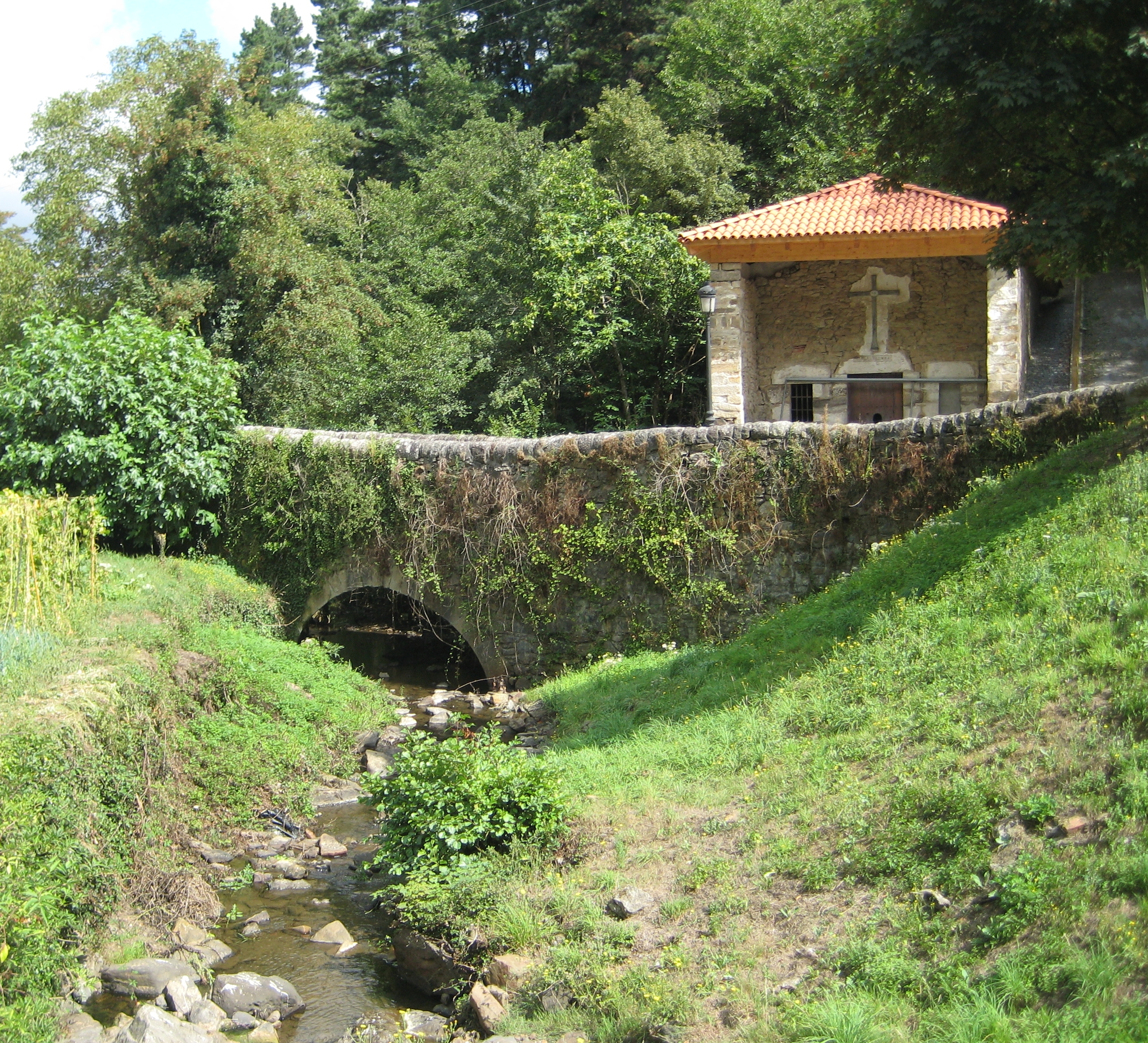
Ermida de Santa Columba em Leintz-Gatzaga

Acredita-se que o seu corpo foi sepultado na Basílica de Santa Eulália de Fragellas e que as suas relíquias foram posteriormente levadas para o mosteiro de Santa Maria la Real de Nájera, em La Rioja, e para o priorado de Santa Columba.